# Blizna (Pologne)
Pour les articles homonymes, voir Blizna.
Blizna est un village situé au sud-est de la Pologne, dans la gmina Ostrów, dans le Powiat de Ropczyce-Sędziszów (voïvodie des Basses-Carpates).
De 1943 à 1944, Blizna fut une base d'essais de l'armée allemande pour les fusées V1 et V2.